# Falko Weißpflog
Falko Weißpflog (Pleißa, 1954) è un ex saltatore con gli sci tedesco, fino al 1990 tedesco orientale.

## Biografia
Nato nel 1954 a Pleißa in Sassonia, comune in seguito accorpato a Limbach-Oberfrohna, divenne sciatore nella SC Traktor Oberwiesenthal assieme a suo fratello Roland spinto dai funzionari tedeschi orientali e incominciò la carriera alla fine del 1976.
Ottenne il primo risultato di rilievo in campo internazionale al Torneo dei quattro trampolini 1977; in Coppa del Mondo esordì il 30 dicembre 1979 a Oberstdorf (18°) e ottenne il miglior risultato il 26 gennaio 1980 a Zakopane (4°). In carriera prese parte a un'edizione dei Campionati mondiali, vincendo una medaglia.
Il cantante austriaco Falco scelse il proprio nome d'arte in omaggio a Weißpflog.

## Palmarès

### Mondiali
- 1 medaglia:
  - 1 bronzo (trampolino lungo a Lahti 1978)

### Coppa del Mondo
- Miglior piazzamento in classifica generale: 46º nel 1980